# Misumena fidelis
Misumena fidelis är en spindelart som beskrevs av Banks 1898. Misumena fidelis ingår i släktet Misumena och familjen krabbspindlar. Inga underarter finns listade i Catalogue of Life.